# Oi FM
Oi FM foi uma emissora de rádio brasileira pertencente a Oi, que estreou em 2004. Originalmente uma rádio que operava no dial FM, a Oi FM passou a ser, exclusivamente, uma web rádio em 1º de janeiro de 2012, após o fim do contrato com o Grupo Bel, que foi até o final de 2011.

## História
Criada em 2005, chamada de Oi FM, nas cidades de Belo Horizonte, Recife e Vitória. Em novembro de 2005 chegou à cidade de Uberlândia e em 2006 ao Rio de Janeiro. Em 2008 passou a ter uma emissora na cidade de São Paulo. Em 2009 chegou em Ribeirão Preto, Campinas e Porto Alegre. Em março de 2009, criou o seu aplicativo para iPhone e iPod Touch.
Em abril de 2009 a Oi FM de Uberlândia chega ao fim. Segundo informações a rádio não obteve o resultado esperado pela empresa de telefonia. O resultado que se esperava dessa emissora customizada seria o retorno em ligações entre aparelhos da operadora Oi e principalmente mensagens de texto de celulares (SMS). Em setembro de 2010, a geradora 93,9 de Belo Horizonte muda para 94,1, devido ao aumento de classe de potência.
Também em maio de 2010, a emissora deixa Santos, Vitória e Fortaleza, devido à redução de verba que a empresa Oi destinava à área de mídia e comunicação. Até 2012, atuavam apenas via internet, quando seus streamings foram unidos a apenas um.
Segundo fontes jornalísticas, o Grupo Bel estaria disposto a seguir uma rede própria, sem o nome da empresa de comunicações Oi a partir de 2012 devido ao fim do contrato atual, e que haveria consequentes contratações e demissões a partir dessa iniciativa.
O destino das rádios a princípio seria incerto, uma vez que boa parte das rádios não pertence diretamente ao Grupo Bel, mas a probabilidade é de seguir com uma rede voltada ao público adulto contemporâneo, e com as emissoras batizadas com seus números de dial (exemplo: a Oi FM do Rio passaria a se chamar 102,9 FM).
Em dezembro de 2011 encerrou suas atividades em FM devido ao encerramento de contrato entre o Grupo Bel e a empresa Oi. Desde então passou a ser apenas uma web rádio.

### Pós-FM
Como web rádio, a Oi FM manteve a mesma programação musical, focada em sucessos internacionais alternativos e novidades da música brasileira, e introduziu, em dezembro de 2012, um time de colunistas e curadores de conteúdo. Trouxe de volta programas da época do dial, com o Ronca Ronca, de Maurício Valladares, e estreou outros, com o Confraria Scream & Yell, de Marcelo Costa.
Em setembro de 2013, a Oi FM passou por nova reformulação, renovou o time de colunistas e introduziu uma rádio interativa. Nesse novo formato, os ouvintes que se cadastram no site da Oi FM respondem um questionário e podem informar se gostam ou não da música que está ouvindo. Com essas informações, o sistema aplica a preferência do usuário na rádio e a programação passa a ser exclusiva para cada ouvinte.
Com a reformulação a Oi FM manteve vários de seus programas e incluiu novos:
A Oi FM contava também com um aplicativo para smartphones e opção de ouvir a rádio através de um aplicativo no Facebook.
Em 2018, o projeto foi encerrado.

## Emissoras
Emissoras que integraram o projeto de rede com o Grupo Bel e suas sucessoras após o encerramento das atividades:
| Emissora | Cidade         | UF | Frequência   | Situação posterior                      | Período de afiliação |
| -------- | -------------- | -- | ------------ | --------------------------------------- | -------------------- |
| Oi FM    | Porto Alegre   | RS | FM 90.3 MHz  | Seguiu com a Rede Verão                 | 2009-2011            |
| Oi FM    | Belo Horizonte | MG | FM 94.1 MHz  | Seguiu com a Rede Verão                 | 2005-2011            |
| Oi FM    | Campinas       | SP | FM 94.1 MHz  | Seguiu com a Rede Verão                 | 2009-2011            |
| Oi FM    | Recife         | PE | FM 97.1 MHz  | Seguiu com a Rede Verão                 | 2005-2011            |
| Oi FM    | Ribeirão Preto | SP | FM 94.1 MHz  | Seguiu com a Rede Verão                 | 2008-2011            |
| Oi FM    | Rio de Janeiro | RJ | FM 102.9 MHz | Seguiu com a Rede Verão                 | 2006-2011            |
| Oi FM    | São Paulo      | SP | FM 94.1 MHz  | Seguiu com a Rede Verão                 | 2008-2011            |
| Oi FM    | Santos         | SP | FM 102.1 MHz | Extinta, hoje é a Metropolitana FM      | 2008-2010            |
| Oi FM    | Fortaleza      | CE | FM 101.7 MHz | Extinta, substituída pela Beach Park FM | 2005-2010            |
| Oi FM    | Vitória        | ES | FM 105.7 MHz | Extinta                                 | 2005-2010            |
| Oi FM    | Uberlândia     | MG | FM 101.9 MHz | Extinta                                 | 2005-2009            |